# Jonathan Janil
Jonathan Janil (* 24. September 1987 in Caen) ist ein französischer Eishockeyspieler, der seit 2010 bei den Dragons de Rouen in der Ligue Magnus unter Vertrag steht. 

## Karriere
Jonathan Janil begann seine Karriere als Eishockeyspieler in seiner Heimatstadt in der Nachwuchsabteilung der Drakkars de Caen. Mit der Profimannschaft des Vereins stieg er in der Saison 2004/05 in seinem Rookiejahr auf Anhieb von der zweitklassigen Division 1 in die Ligue Magnus auf. In der höchsten französischen Spielklasse verbrachte er mit Caen die folgenden drei Jahre bis zum Abstieg in der Saison 2007/08. Zur Saison 2009/10 gelang ihm mit Caen als Zweitligameister der Wiederaufstieg in die Ligue Magnus. 
Im Sommer 2010 unterschrieb Janil einen Vertrag beim Spitzenklub Dragons de Rouen. Mit den Dragons gewann er im September 2010 auf Anhieb die Trophée des Champions. In den Spielzeiten 2010/11 und 2011/12 erreichte er mit seiner Mannschaft jeweils den französischen Meistertitel. Zudem gewann er mit Rouen im Jahr 2011 die Coupe de France sowie 2013 die Coupe de la Ligue. Auf europäischer Ebene errang er mit dem Team in der Saison 2011/12 den IIHF Continental Cup.  

### International
Für Frankreich nahm Janil im Juniorenbereich an den U18-Junioren-Weltmeisterschaften der Division I 2004 und 2005 sowie den U20-Junioren-Weltmeisterschaften der Division I 2006 und 2007 teil. Im Seniorenbereich stand er im Aufgebot seines Landes bei der Weltmeisterschaft 2011. 

## Erfolge und Auszeichnungen
- 2005 Aufstieg in die Ligue Magnus mit den Drakkars de Caen
- 2010 Meister der Division 1 und Aufstieg in die Ligue Magnus mit den Drakkars de Caen
- 2010 Trophée des Champions mit den Dragons de Rouen
- 2011 Französischer Meister mit den Dragons de Rouen
- 2011 Coupe de France mit den Dragons de Rouen
- 2012 IIHF-Continental-Cup-Gewinn mit den Dragons de Rouen
- 2012 Französischer Meister mit den Dragons de Rouen
- 2012 Trophée des Champions mit den Dragons de Rouen
- 2013 Coupe de la Ligue mit den Dragons de Rouen